# Équipe de Bulgarie de Fed Cup
L'équipe de Bulgarie de Fed Cup est l’équipe qui représente la Bulgarie lors de la compétition de tennis féminin par équipe nationale appelée Fed Cup (ou « Coupe de la Fédération » entre 1963 et 1994).
Elle est constituée d'une sélection des meilleures joueuses de tennis bulgares du moment sous l’égide de la Fédération bulgare de tennis.

## Résultats par année

### 1966 - 1969
- 1966 (5 tours, 21 équipes) : pour sa première participation, la république populaire de Bulgarie s'incline au 1er tour contre le Canada.
- 1967 : la république populaire de Bulgarie ne participe pas à cette édition organisée à Berlin.
- 1968 (5 tours, 23 équipes) : après une victoire au 1er tour contre le Chili et un forfait de l’Allemagne de l'Ouest au 2e tour, la république populaire de Bulgarie s'incline en 1/4 de finale contre les Pays-Bas.
- 1969 (5 tours, 20 équipes) : la république populaire de Bulgarie s'incline au 1er tour contre les Pays-Bas.

### 1970 - 1979
- 1970 - 1971 - 1972 - 1973 - 1974 : la république populaire de Bulgarie ne participe pas à ces éditions.
- 1975 (5 tours, 31 équipes) : la république populaire de Bulgarie s'incline au 1er tour contre la France.
- 1976 - 1977 - 1978 - 1979 : la république populaire de Bulgarie ne participe pas à ces éditions.

### 1980 - 1989
- 1980 - 1981 - 1982 : la république populaire de Bulgarie ne participe pas à ces éditions.
- 1983 (qualifications + 5 tours, 39 équipes) : la république populaire de Bulgarie s'incline au 1er tour contre la Suisse.
- 1984 (qualifications + 5 tours, 36 équipes) : après une victoire au 1er tour contre la Grande-Bretagne et l’URSS au 2e tour, la république populaire de Bulgarie s'incline en 1/4 de finale contre la Yougoslavie.
- 1985 (qualifications + 5 tours, 38 équipes) : après une victoire au 1er tour contre l’URSS, la Yougoslavie au 2e tour et la Grande-Bretagne en 1/4 de finale, la république populaire de Bulgarie s'incline en 1/2 finale contre la Tchécoslovaquie.
- 1986 (qualifications + 5 tours, 42 équipes) : après une victoire au 1er tour contre l’URSS et la France au 2e tour, la république populaire de Bulgarie s'incline en 1/4 de finale contre l’Allemagne de l'Ouest.
- 1987 (qualifications + 5 tours, 42 équipes) : après une victoire au 1er tour contre la Grèce, l’Indonésie au 2e tour et l’Australie en 1/4 de finale, la république populaire de Bulgarie s'incline en 1/2 finale contre les États-Unis.
- 1988 (qualifications + 5 tours, 36 équipes) : après une victoire en qualifications contre les Philippines, la république populaire de Bulgarie s'incline au 1er tour contre la Suède.
- 1989 (qualifications + 5 tours, 40 équipes) : après une victoire au 1er tour contre la Corée du Sud et l’Argentine au 2e tour, la république populaire de Bulgarie s'incline en 1/4 de finale contre l’Australie.

### 1990 - 1999
- 1990 (qualifications + 5 tours, 44 équipes) : après une victoire en qualifications contre les Philippines, la république populaire de Bulgarie s'incline au 1er tour contre l’Autriche.

À la suite de la chute des régimes communistes en Europe, la république populaire de Bulgarie cesse d'exister à l'été 1991 ; c'est désormais la Bulgarie (république de Bulgarie) qui concourt dans la compétition à partir de l'édition 1991.
- 1991 (qualifications + 5 tours + barrages, 56 équipes) : après une victoire au 1er tour contre la Hongrie, la Bulgarie s'incline au 2e tour contre les États-Unis.
- 1992 (5 tours + barrages, 32 équipes) : après une défaite au 1er tour contre l’Australie et une victoire en play-offs contre la Roumanie, la Bulgarie l’emporte en play-offs contre la Hongrie.
- 1993 (5 tours + barrages, 32 équipes) : après une victoire au 1er tour contre la Corée du Sud, la Bulgarie s'incline au 2e tour contre l’Argentine.
- 1994 (5 tours, 32 équipes) : après une victoire au 1er tour contre la Croatie et l’Indonésie au 2e tour, la Bulgarie s'incline en 1/4 de finale contre la France.

La compétition change de format à compter de 1995 : la Coupe de la Fédération devient Fed Cup.
- 1995 (3 tours, 8 équipes + groupe mondial II, play-offs I et II) : après une défaite en 1/4 de finale du groupe mondial contre l’Espagne, la Bulgarie s'incline en play-offs I contre l’Afrique du Sud.
- 1996 (3 tours, 8 équipes + groupe mondial II, play-offs I et II) : après une défaite en groupe mondial II contre la Slovaquie, la Bulgarie s'incline en play-offs II contre la Corée du Sud.
- 1997 - 1998 - 1999 : la Bulgarie concourt dans les compétitions par zones géographiques.

### 2000 - 2009
- 2000 - 2001 - 2002 - 2003 : la Bulgarie concourt dans les compétitions par zones géographiques.
- 2004 (4 tours, 16 équipes + play-offs) : la Bulgarie s'incline en play-offs I contre le Japon.
- 2005 (3 tours, 8 équipes + groupe mondial II, play-offs I et II) : la Bulgarie s'incline en play-offs II contre le Japon.
- 2006 - 2007 - 2008 - 2009 : la Bulgarie concourt dans les compétitions par zones géographiques.

### 2010 - 2015
- 2010 - 2011 - 2012 - 2013 - 2014 - 2015 : la Bulgarie concourt dans les compétitions par zones géographiques.

## Bilan de l'équipe
Résultats des confrontations entre la Bulgarie et ses adversaires les plus fréquents (3 rencontres minimum dans les groupes mondiaux).
| # | Adversaires  | Rencontres | Victoires | Défaites | % victoires |
| - | ------------ | ---------- | --------- | -------- | ----------- |
| 1 | URSS         | 3          | 3         | 0        | 100 %       |
| 2 | Corée du Sud | 3          | 2         | 1        | 67 %        |
| 3 | Australie    | 3          | 1         | 2        | 33 %        |
| 4 | France       | 3          | 1         | 2        | 33 %        |

## Bilan des joueuses les plus sélectionnées
Ce bilan est calculé sur la base des rencontres officielles des groupes mondiaux et barrages I et II. Les rencontres des tableaux dits de « consolation » et celles par « zones géographiques » ne sont pas prises en compte. Les joueuses comptant moins de 5 sélections ne sont pas reprises dans le tableau.
| # | Joueuses          | De   | à    | Sélections | Matchs | Victoires | Défaites | % victoires |
| - | ----------------- | ---- | ---- | ---------- | ------ | --------- | -------- | ----------- |
| 1 | Dora Rangelova    | 1986 | 1990 | 6          | 8      | 2         | 6        | 25 %        |
| 2 | Elena Pampoulova  | 1988 | 1992 | 6          | 8      | 3         | 5        | 38 %        |
| 3 | Katerina Maleeva  | 1984 | 1995 | 28         | 51     | 29        | 22       | 57 %        |
| 4 | Lubka Radkova     | 1966 | 1975 | 5          | 10     | 1         | 9        | 10 %        |
| 5 | Magdalena Maleeva | 1991 | 2005 | 11         | 21     | 12        | 9        | 57 %        |
| 6 | Manuela Maleeva   | 1983 | 1989 | 18         | 30     | 19        | 11       | 63 %        |